# The Harmonica Rascals
The Harmonica Rascals é um grupo musical norte-americano formado por gaitistas em 1927 na cidade de Nova Iorque que foi desfeito em 1955.

## História
O Borrah Minevitch's Harmonica Rascals foi o primeiro e o mais famoso dos grupos de harmônica. Em 1927, quando Minevitch conheceu um anão palhaço de quatorze anos, Johnny Puleo, que o grupo iniciou suas apresentações. Estas eram uma mistura de misancene e música. Tornaram-se uma das maiores atrações dos show de variedades da época. Ganhavam mais de três mil dólares americanos por semana, mas os músicos, a maioria adolescentes recebiam muito pouco pelo seu trabalho. O sucesso do grupo foi tanto que Minevitch teve que administrar três grupos simultaneamente, cada um deles com seu anão. Durante os anos 30 e 40 o grupo apareceu em muitos filmes.
Durante os anos em que trabalharam, fizeram parte dos Rascals uma grande quantidade de harmonicistas, entre eles: Borrah Minevitch, Johnny Puleo, Leo Diamond, Mike Chimes, Pete Pedersen, Ray Tankersley, Jerry Murad, Ernie Morris, Don Les, Carl Ford, Sammy Ross, Abe Diamond, Irvin Crane, Hal Leighton, Hugh McCaskey, Fuzzy Feldman, Alex Novelle, Eddy Manson, Leo Friedmena, Richard Bain, Bill Walden, Dave Doucette, Richard Hayman, George Fields, Lou Delin, George Ross, Don Henry, Al Furbish, Larry Adler.
O grupo permaneceu sob o comando de Minevitch até os ano de 1955 por ocasião de sua morte. O nome foi depois utilizado por Paul Baron e pela filha de Borrah, Lydia Minevitch.

## Gravações
- Fieges lament (78 rpm), Odeon 165.831,
- The Ghost walks (78 rpm), Columbia.FB 2617, 11/01/1935
- Hayseed rag (B.M. solo) (78 rpm), Victor 19421,
- Hora staccato (78 rpm), Brunswick 03826, 31/12/1941
- Hora staccato, Decca.DL.5342,
- Hora staccato, Live NBC Rehearse,
- Horesque novelty, Merry goround,
- Hungarian rhapsody nr, Decca.DL.53422,
- I'll see you in my dream, Regency 395-522,
- In a little Spanish town, Regency 395-522,
- Indian summer, Regency 395-522,
- Jamaican Rumba, Capitol.H.490,
- Jazz pizzicato boogie, Regency 395-522,
- Jazz pizzicato boogie, Merry goround,
- Jolly elm swing,,
- La cucaracha, Merry goround,
- La violatera, Decca.DL.5342, 29/11/1941
- Le Grisbi, Regency 395-522,
- Le Grisb (45 rpm),,
- Liebestraum (78 rpm), Brunswick 03826, 31/12/1941
- Liebestraum, Decca.DL.5342,
- Limehouse blues (78 rpm), Decca.F 5833, Dez/1935
- Lullaby, Merry goround,
- Malaguena, Capitol.H.490,
- Medley(intro Elsie Janis), Carnegie Hall Live,
- Moonglow (78 rpm), Brunswick 01918, 18/9/1934
- Music goes round and round (78 rpm), Decca.F 5855, Jan/1936
- Nagasaki (78 rpm), Brunswick 01998, 18/9/1934
- Nellie Bly, Merry goround,
- On the loose, Decca.DL.5342, 29/11/1941
- On treasure Island (78 rpm), Decca.F 5834, Dez/1935
- Perfidia, Capitol.H.490,
- Prelude in C# minor, Regency 395-522,
- Prelude in C# minor, Merry goround,
- Rehearsel 'Selection', Glass disc "Rare",
- Rhapsody in blue (78 rpm), Brunswick 01460,
- Samson and Delilah, Merry goround,
- Sardar march, Live NBC Rehearsel,
- Scheherezade (intr Elsie Janis) Carnegie Hall Live,,
- September song, Regency 395-522,
- Sleeping beauty, Decca.DL.5342,
- Song of India, Capitol.H.490,
- Tango Americain,
- Tea for two, Regency 395-522,
- Tea for two (45 rpm),
- There are such things, Live NBC Rehearsel,
- Tuxedo junction, Regency 395-522,
- Viza blues the,
- Warsaw concerto, Capitol.H.490,
- What is this thing called love, Regency 395-522,
- Yama yama man, Merry goround,
- Yellow rose of Texas, Merry goround,
- You are my lucky star (78 rpm), Decca.F 5833,
- Always in my heart, Movie soundtrack,
- Anitra's dance, Capitol.H.490,
- Baile de bole-bole, Decca.DL.5342,
- Bercuse rock (78 rpm),,
- Boots and Saddle (78 rpm), Decca.F 5855, Jan/1936
- Brahms lullaby, Regency 395-522,
- Bugle call rag (78 rpm), Brunswick 01998, 18/9/1934
- Caprice Viennois (78 rpm), Decca.F 5834, Dez/1935
- Caravan, Capitol.H.490,
- Carioca (78 rpm), Brunswick 01967, 18/9/1934
- Chanson slave,,
- Chinatown (78 rpm), Brunswick 01967, 18/9/1934
- Collegiana,,
- Dardanella, Decca.DL.5342,
- Daybreak express (78 rpm), Brunswick 01918, 18/9/1934
- Deep river (78 rpm), Columbia.FB 2617, 11/01/1935
- Dixie shades,,
- Donkey serenade, Regency 395-522,
- Donkey serenade, Merry goround,
- Down amongst the sugarcane (78 rpm), Odeon 165.831,
- Fantasy impromptu, Capitol.H.490,
- Borrah Minevitch and His Harmonica Rascals & Jerry Murad's Harmonicats, old 78 records,
- I've Got A Feelin' You're Foolin' / You Are My Lucky Star,, Dez/1935